# Albert Hoppstaedter
Albert Hoppstaedter (* 24. Februar 1886 in Spiesen (Kreis Ottweiler); † 11. November 1931) war ein deutscher Manager im Ruhrbergbau. Von 1913 bis zu seinem Tod war er Generaldirektor der Zeche Vereinigte Constantin der Große.

## Leben
Nach dem Studium legte er 1896 seine Bergassessorprüfung ab. Zunächst arbeitete er bei der Bergwerksdirektion in Saarbrücken und ab 1897 im Oberbergamtsbezirk Dortmund. 1899 unternahm er eine Studienreise nach Mazedonien und in den Kaukasus.
1900 wurde er Bergwerksdirektor der Aktiengesellschaft Alstaden, 1902 Bergrevierinspektor in Essen, 1906 Bergrevierbeamter und Bergmeister in Oberhausen sowie Bergwerksdirektor der Königlichen Berginspektion 4 in Waltrop. 1908 war er Leiter der Gewerkschaft Friedrich der Große in Herne.

## Ämter
- Vorstandsmitglied des Bergbauvereins
- Vorstandsmitglied des Zechenverbandes
- Mitglied des Aufsichtsrats des Rheinisch-Westfälischen Kohlen-Syndikats
- Mitglied des Aufsichtsrats der Deutschen AmmoniakVerkaufs-Vereinigung
- Mitglied des Aufsichtsrats der Ruhrchemie A. G.
- Mitglied des Aufsichtsrats der Ruhrgas A.G.
- Mitglied des Aufsichtsrats der Gesellschaft für Teerverwertung
- Mitglied des Aufsichtsrats der Gesellschaft für Kohlentechnik
- Mitglied des Aufsichtsrats der Hafenbetriebsgesellschaft Wanne-West
- Bochumer Industrie- und Handelskammer (seit 1910)
- Zweckverband der Ruhrhandelskammern (seit 1910)
- Vorstandsmitglied der Westfälischen Berggewerkschaftskasse (seit 1914), seit 1920 stellvertretender Vorsitzender und 1921 Vorsitzender
- Mitglied im Verkehrsausschuss des Deutschen Industrie- und Handelstages
- Mitglied im Landesausschuss der Preußischen Industrie- und Handelskammern
- Sitz im Landeseisenbahnrat in Köln,
- Sitz im Reichseisenbahnrat
- Sitz im Rheinwasserstraßenbeirat
- Sitz im Reichswasserstraßenbeirat
- stellvertretender Stadtverordnetenvorsteher der Stadtverordnetenversammlung in Bochum (1916–1918)
- Vorstandsmitglied der Knappschafts-Berufsgenossenschaft
- Vorstandsmitglied des Vereins zur Überwachung der Kraftwirtschaft der Ruhrzechen

## Politik
Am 24. August 1929 schrieb er an Emil Kirdorf:

„Ich möchte nicht verfehlen, zu bekennen, dass ich mit Ihnen in der Beurteilung der Hitler Bewegung voll und ganz übereinstimme. Gern erkenne ich ihre Bedeutungen für die Gesundung unseres Vaterlandes an und hoffe, dass der Erfolg nicht ausbleiben wird.“